# Ananivka, Sverdlovsk
Ananivka (în ucraineană Ананьівка) este un sat în comuna Oleksandrivka din raionul Sverdlovsk, regiunea Luhansk, Ucraina.

## Demografie
Componența lingvistică a localității Ananivka
     Ucraineană (79,56%)
     Rusă (20,44%)
Conform recensământului din 2001, majoritatea populației localității Ananivka era vorbitoare de ucraineană (79,56%), existând în minoritate și vorbitori de rusă (20,44%).